# Оборники
Оборнѝки (на полски: Oborniki; на немски: Obornik) е град в Полша, Великополско войводство. Административен център е на Оборнишки окръг, както и на градско-селската Оборнишка община. Заема площ от 14,08 км2.